# Cyrto-hypnum pygmaeum
Cyrto-hypnum pygmaeum là một loài Rêu trong họ Thuidiaceae. Loài này được (Schimp.) W.R. Buck & H.A. Crum mô tả khoa học đầu tiên năm 1990.